# T.W.L/Yellow Pansy Street
《T.W.L/Yellow Pansy Street》（日语：T.W.L/イエローパンジーストリート），是日本男子演唱團體關西傑尼斯8的第16張單曲，於2011年4月20日發行，唱片公司為Imperial Records。

## 概要
- 單曲3連發第一彈。
- 「T.W.L」是蠟筆小新的片頭曲，為towel的縮寫。
- 「Yellow Pansy Street」是蠟筆小新劇場版「黃金間諜大作戰」的主題曲，個取首字母可縮寫為「Y.P.S」。
- 是由柚子的北川悠仁所作的曲子。

## 收錄曲

### 初回限定TVアニメ盤
1. T.W.L
作詞・作曲：北川悠仁、編曲：野間康介
2. イエローパンジーストリート (Yellow Pansy Street)
作詞・作曲：TAKESHI、編曲：久米康隆・TAKESHI

特典DVD
- 「T.W.L」Music Clip＋making映像

### 初回限定映画盤
1. イエローパンジーストリート
2. T.W.L

特典DVD
- 「イエローパンジーストリート」Music Clip＋making映像

### 通常盤
1. T.W.L
2. イエローパンジーストリート
3. T.W.L（オリジナル・カラオケ）
4. イエローパンジーストリート（オリジナル・カラオケ）